# Leuronectes darlingtoni
Leuronectes darlingtoni is een keversoort uit de familie waterroofkevers (Dytiscidae). De wetenschappelijke naam van de soort is voor het eerst geldig gepubliceerd in 1971 door Guéorguiev.